# Leopold von Gudenus
Leopold Graf von Gudenus (* 15. September 1843 auf Schloss Mühlbach; † 1. Oktober 1913 auf Schloss Ulrichskirchen) war ein österreichischer Abgeordneter, Diplomat, Landmarschall von Niederösterreich und zuletzt Oberstkämmerer des Kaisers, aus der Adelsfamilie Gudenus.

## Leben

### Herkunft und Familie
Er war der Sohn des Gabriel Johann Georg Johann Baptist Virgil Anton Freiherr von Gudenus (1795–1879), sowie seiner Gemahlin Ludovika Theresia Ghislaine Freiin von Bartenstein (1814–1878). Die Deszendenz des 1879 verstorbenen Gabriel Freiherrn von Gudenus wurde durch Allerhöchste Entschließung von Kaiser Franz Joseph am 16. August 1907 in Ischl in den österreichischen Grafenstand erhoben. Das Diplom wurde am 22. Oktober 1907 in Wien ausgestellt. Als eines von 64 gräflichen Geschlechtern erhielt die Familie am 14. Juni 1907 einen erblichen Sitz im Herrenhaus, dem Oberhaus des österreichischen Reichsrates.
Der Großvater war Johann Baptist Heinrich Franz de Paula Vinzenz Ferrer Josef Alexander Franz von Sales Albert Laurenz Freiherr von Gudenus (1753–1838), welcher mit der Schwester des Fürsten Koháry, Mária Anna Gabriela Magdalena Theresia Dominica (1768–1822), verheiratet war.
Leopolds ältere Brüder waren Heinrich Johann Baptist Graf von Gudenus (1839–1915), österreichischer Gutsbesitzer in Waidhofen an der Thaya etc., sowie Politiker (erbliches Mitglied des Herrenhauses) und Josef Graf von Gudenus (1841–1919), österreichischer Gutsbesitzer (Mühlbach) und Politiker (Landmarschall von Niederösterreich).

### Ausbildung und Karriere
Leopold Graf von Gudenus studierte an der Universität Bonn und Wien Rechtswissenschaften. 1868 trat er in den diplomatischen Dienst als Attaché in Rom ein. 1870 wurde er Legationssekretär in Paris und 1872 in St. Petersburg. 
Im Jahr 1877 heiratete er Ida Gräfin Colloredo-Mansfeld, Tochter des Fürsten Josef Franz Hieronymus von Colloredo-Mannsfeld. Das Paar hatte eine Tochter und einen Sohn, der jung starb. Seine Tochter Theresia Karolina Ludovika (1880–1930) heiratete 1899 in Wien den Johann Maximilian Alexius Aloys Maria Graf zu Hardegg auf Glatz und in Machlande (1870–1945).
Von 1884 bis 1894 war er im niederösterreichischen Landtag und bekleidete im Jahr 1893 und 1894 das Amt des Landmarschalls von Niederösterreich.
Von 1885 bis 1893 war er Mitglied des Abgeordnetenhauses. Klubmitgliedschaft: 1885 
Deutschösterreichischer Klub; 6. November 1888 Vereinigte Deutsche Linke (Verfassungstreuer Großgrundbesitz). Aufgrund der Ernennung zum Landmarschall von Niederösterreich trat er aus dem Abgeordnetenhaus zurück.
1894 wurde er Obersthofmeister der Kronprinzessin-Witwe Stephanie, darauf folgte von 1897 bis 1904 sein Dienst als Oberstjägermeister, anschließend wurde er bis zu seinem Tode 1913 Oberstkämmerer des Kaisers. 
Als Präsident des Patriotischen Hilfsvereins vom Roten Kreuz für Niederösterreich und Bundes-Vizepräsident der österreichischen Gesellschaft vom Roten Kreuz war er 1904 bis 1909 aktiv.
Im Jahr 1911 wurde er Ritter des Ordens vom Goldenen Vlies.